# Championnat d'Allemagne de l'Ouest de hockey sur glace 1979-1980
Saison précédente Saison suivante
La saison 1979-80 est la 8e saison de la 2. Bundesliga, le second échelon allemand.

## Saison régulière
|     | Club            | PJ | V  | D | N  | BP  | BC  | Pts |
| --- | --------------- | -- | -- | - | -- | --- | --- | --- |
| 1.  | ESV Kaufbeuren  | 44 | 35 | 3 | 6  | 353 | 165 | 73  |
| 2.  | EHC 70 München  | 44 | 30 | 4 | 10 | 231 | 119 | 64  |
| 3.  | SERC Wild Wings | 44 | 31 | 2 | 11 | 250 | 143 | 64  |
| 4.  | TSV Straubing   | 44 | 25 | 3 | 16 | 241 | 201 | 53  |
| 5.  | Deggendorfer SC | 44 | 24 | 5 | 15 | 214 | 198 | 53  |
| 6.  | Moskitos Essen  | 44 | 23 | 5 | 16 | 235 | 220 | 51  |
| 7.  | EC Bad Tölz     | 44 | 22 | 5 | 17 | 192 | 160 | 49  |
| 8.  | REV Bremerhaven | 44 | 17 | 5 | 22 | 249 | 253 | 39  |
| 9.  | SG Nürnberg     | 44 | 12 | 3 | 29 | 161 | 295 | 27  |
| 10. | EV Landsberg    | 44 | 9  | 6 | 29 | 150 | 238 | 24  |
| 11. | Herner EV       | 44 | 7  | 6 | 31 | 171 | 299 | 20  |
| 12. | EV Regensburg   | 44 | 5  | 1 | 38 | 114 | 270 | 11  |